# Торговый дом Финляндского объединённого банка
Торговый дом Финляндского объединённого банка — коммерческое здание в Выборге. Трёхэтажный дом в историческом центре города Выборга, расположенный на углу Крепостной и Пионерской улиц, обращённый фасадом к Театральной площади, включён в перечень памятников архитектуры.

## История
В XVIII веке была разобрана Средняя крепостная стена, разделявшая Выборг на Каменный город и Рогатую крепость. После большого городского пожара 1793 года согласно генеральному плану, утверждённому в 1794 году императрицей Екатериной II, на месте стены был сформирован квартал правильной формы. Угловой участок в квартале принадлежал надворному советнику Юхану Грёну, построившему каменный дом в стиле «уютного провинциального классицизма», который в Выборге называли «стилем Екатерины II». Характерной особенностью двухэтажных домов в этом стиле был балкон с кованой решёткой на скруглённом углу фасада. 

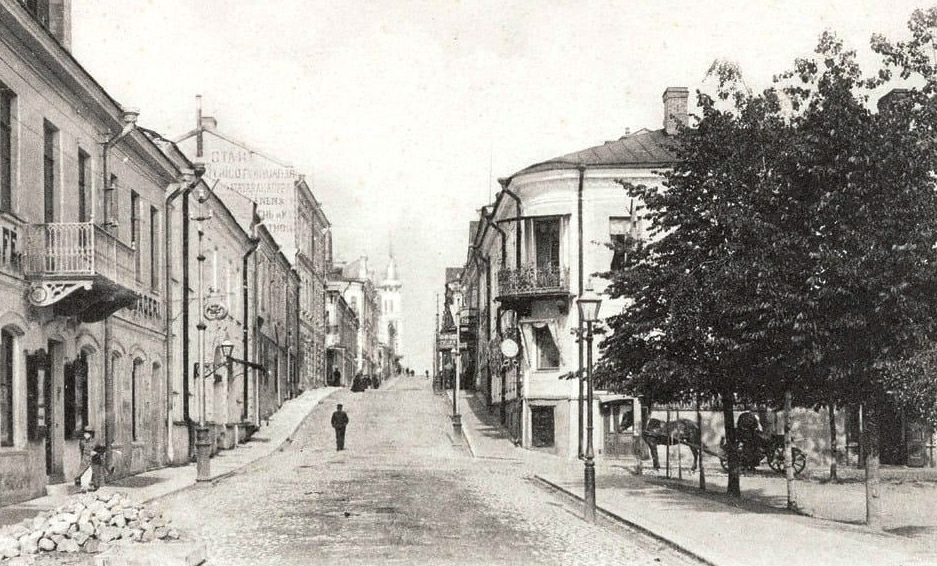
Дом Ивановского

Угловой дом сгорел в городском пожаре 1817 года. Наследники Грёна продали участок ратману (члену Выборгского магистрата) Василию Ивановскому, восстановившему жилой дом. В 1897 году Финляндский объединённый банк, со времени открытия в 1862 году развернувший широкую сеть филиалов в городах Великого княжества Финляндского, выкупил участок у семьи Ивановских. Операционный зал банка разместился в здании на соседнем участке, построенном в 1900 году по проекту архитектора К. Г. Нюстрёма в стиле неоренессанс.
Спустя несколько лет банк заказал архитектору У. В. Ульбергу проект перестройки банковских корпусов в единый комплекс. По проекту Ульберга в 1909—1910 годах здание Нюстрёма было дополнено пристройкой с гранитной наружной лестницей, а бывший дом Ивановского к 1911 году полностью перестроен, получив привлекательное декоративное фасадное оформление в стиле северный модерн. Оба дома соединил переход в виде зубчатой стены — реминисценции на располагавшиеся поблизости городские ворота разобранных крепостных сооружений Каменного города.

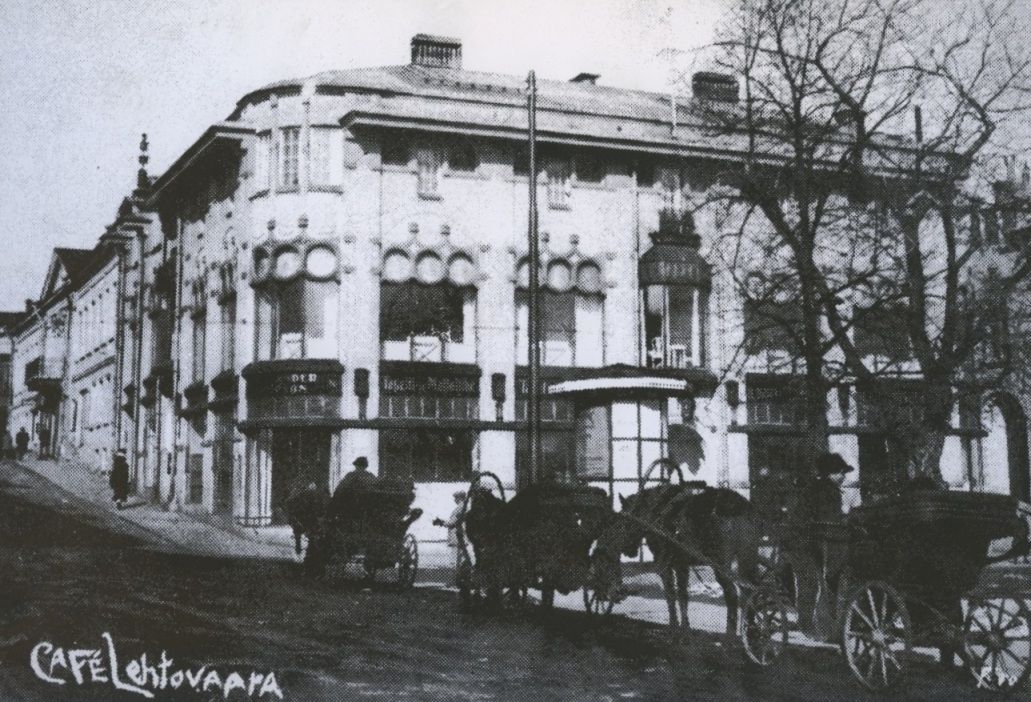
Фото после перестройки в начале XX века

Большая конкуренция между банковскими учреждениями Выборга (на короткой улице по соседству располагались Финляндский объединённый банк, Банк Северных стран и Банк Финляндии) стала одной из причин значительных затрат (в рекламных целях) на декор фасадов. В качестве декоративного элемента оформления фасадов использован мотив соединённых колец, аналогичный украшению балкона на соседнем здании Банка Северных стран, что позволило зрительно объединить в ансамбль три здания, возведённые по проектам разных архитекторов.
Оба главных фасада углового дома (юго-восточный и юго-западный), разделённые по горизонтали декоративными широкими лопатками, опирающимися на гранитные основания, имели схожую трёхъярусную композицию с широкими витринными окнами на первом этаже, но юго-западный фасад из-за перепада высоты Крепостной улицы асимметричен. Каждый фасад был акцентирован по центральной оси арочным порталом парадного входа и трёхгранным эркером второго этажа. Боковой северо-восточный фасад — глухой, имеет гранитный цоколь и декоративный фриз — широкий пояс, включающий прямоугольные ниши с барельефным декором из вазонов с листьями и гроздьями винограда с элементами геральдики.
Помещения углового корпуса предназначались не только под нужды банка (в частности, под жильё банковских служащих), но и под коммерческие цели. С 1919 года, после слияния Банка Северных стран и Финляндского объединённого банка, в распоряжении нового Объединённого банка Северных стран оказалось много избыточных помещений, часть из которых занял Выборгский сберегательный банк (швед. Sparbanken i Wiborg). Уже в 1916 году на втором этаже углового дома шеф-кондитер Эмиль Лехтоваара открыл кафе «Лехтоваара». Первый этаж был сдан под автомагазин, на третьем располагалась художественная школа «Выборгских друзей искусств» (до переезда в 1930 году в новое здание). В числе других организаций, в разное время размещавшихся в торговом доме — магазин канцтоваров, магазин обоев и ковров, шляпный и модный магазин, а также компания, занимавшаяся торговлей винно-водочными изделиями.
В 1922 году Рагнар Ханссон приобрёл кафе и повысил его статус до ресторана на 150 мест. Благодаря хорошей кухне и высокому уровню обслуживания фешенебельный ресторан «Лехтоваара» приобрёл широкую известность не только в городе, но и во всей Финляндии.

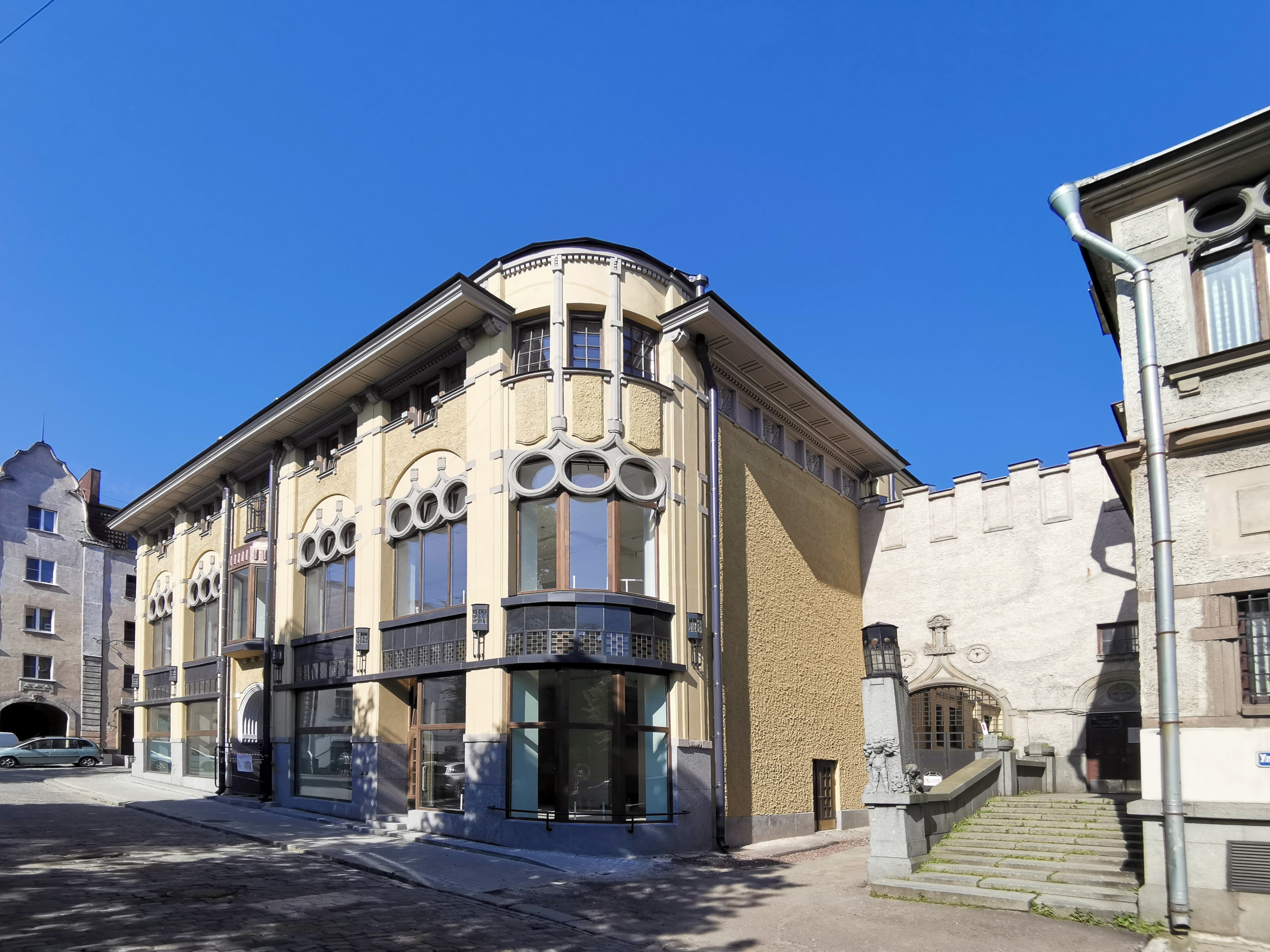
Фото 2025 года

В ходе советско-финских войн (1939—1944) торговый дом сгорел: остались одни стены, оказались утраченными характерные окна в стиле модерн, декоративные порталы, кровля и интерьеры. Рагнар Ханссон, переселившись в Хельсинки, в 1940 году открыл там ресторан под прежним названием.
В ходе послевоенного ремонта и приспособления углового здания под цеха швейной фабрики, вошедшей в организованное в 1964 году Ленинградское производственное швейное объединение «Маяк», были утрачены практически все декоративные элементы фасада, поэтому длительное время бывший торговый дом не выглядел частью единого ансамбля банковских зданий. После приватизации 1990-х годов швейная фабрика «Сайма» постепенно свернула работу (официально ликвидирована в 2015 году), и дом около 20 лет пустовал.
Попытки разработки проектной документации для восстановления здания в довоенном облике предпринимались в 2009 году. В 2014 они возобновились, увенчавшись в 2015 году разработкой проекта реставрации, но к реализации проекта приступили лишь в 2021 году. Окончательно длительные процедуры согласования проекта завершились одобрением Главгосэкспертизы в 2022 году, и только к концу 2024 года здание стало обретать вид, близкий к первоначальному. В частности, в ходе реставрации с использованием материалов, соответствующих историческому периоду постройки, восстановлена оригинальная форма окон с возвращением утраченных элементов в виде тройных бетонных колец. На первом и втором этажах планируется снова разместить  ресторан и магазины. Верхняя часть здания под стеклянной крышей отведена под гостиничные номера с атриумом. Целью реставрации является превращение зданий банка и торгового дома в единый гостинично-ресторанный комплекс с барами, кондитерскими и развлекательными заведениями.

## Изображения

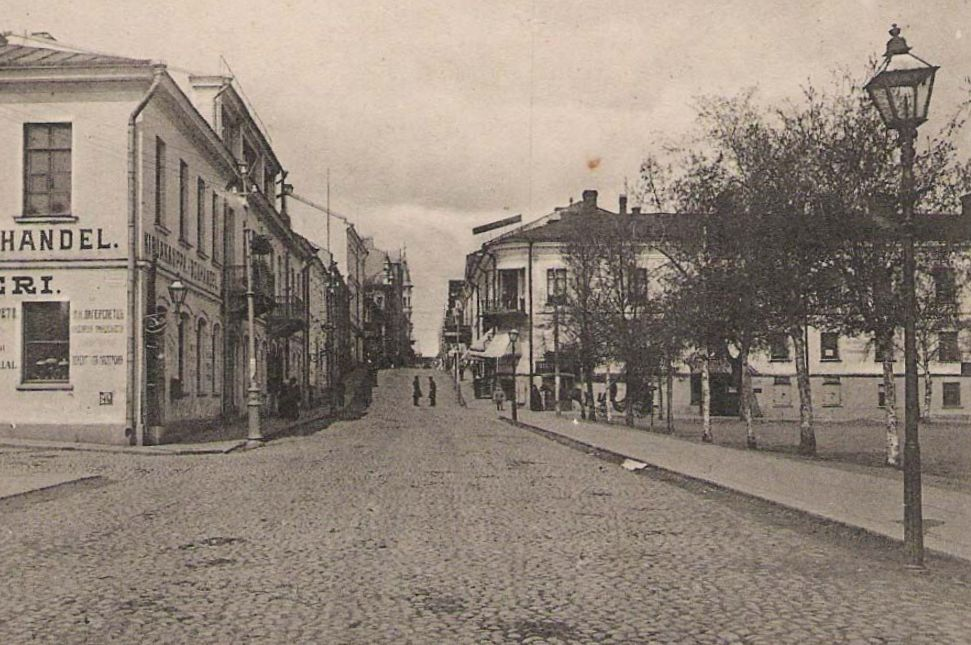
Справа — дом Ивановского
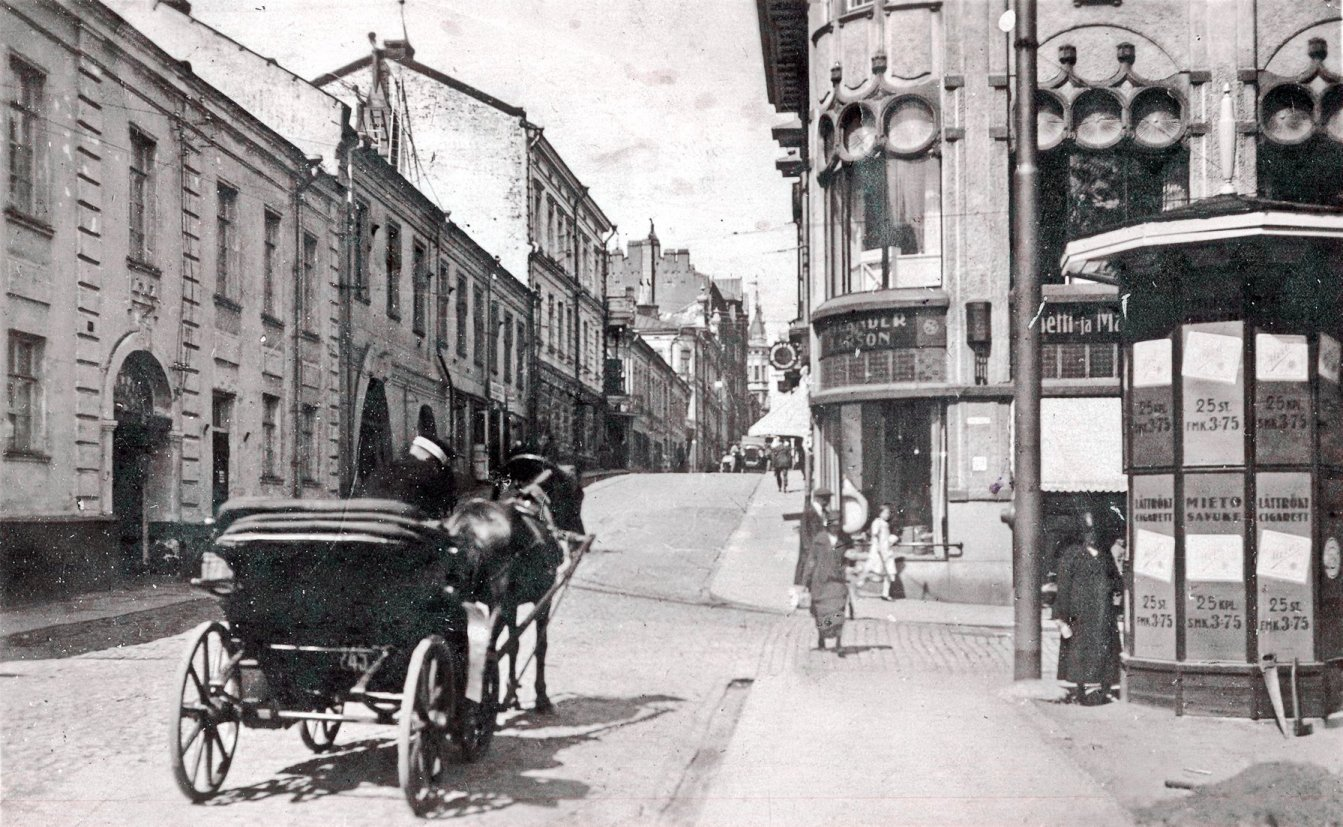
Угол торгового дома в 1910-х годах
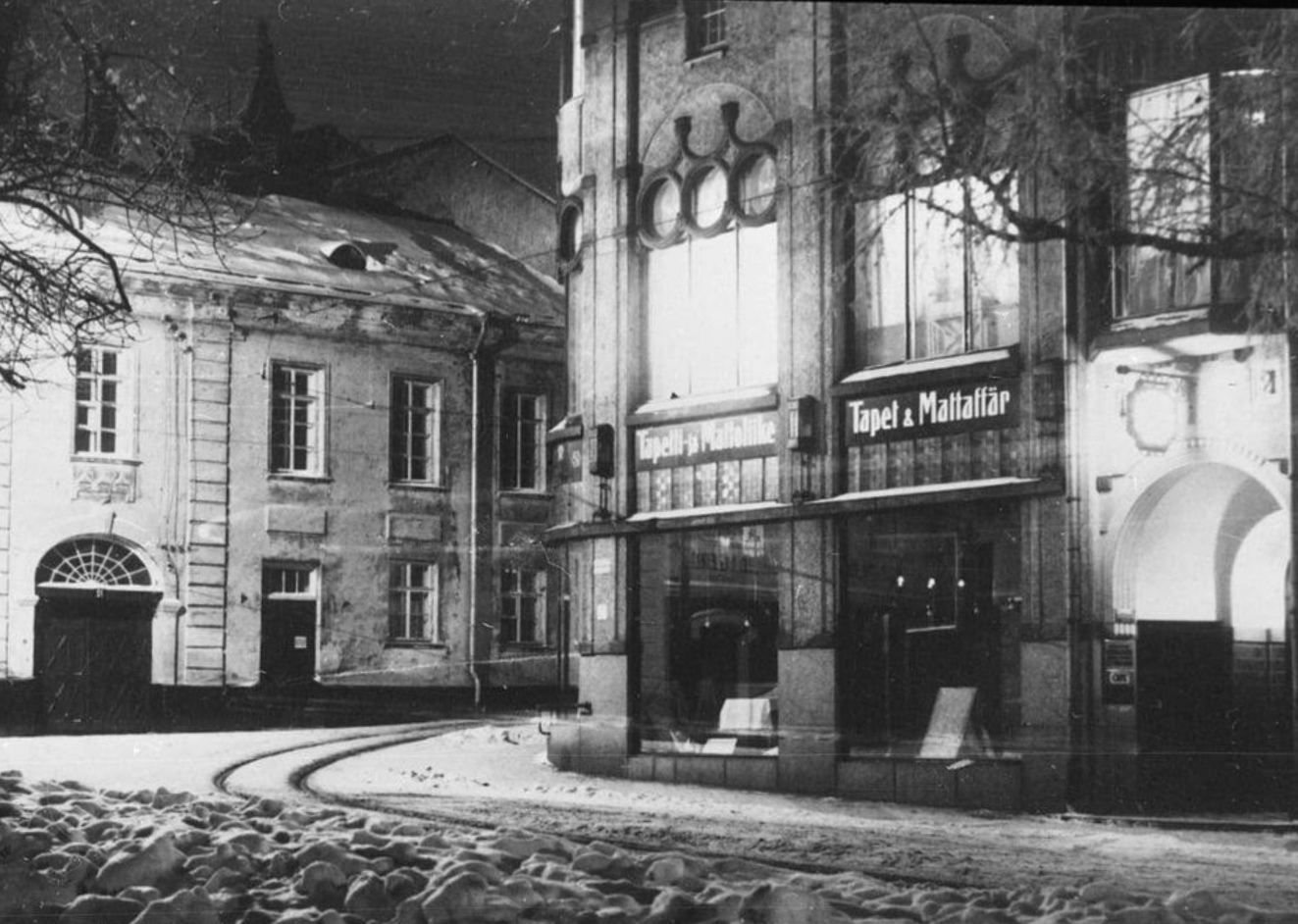
Вид на торговый дом со стороны площади в 1910-х годах
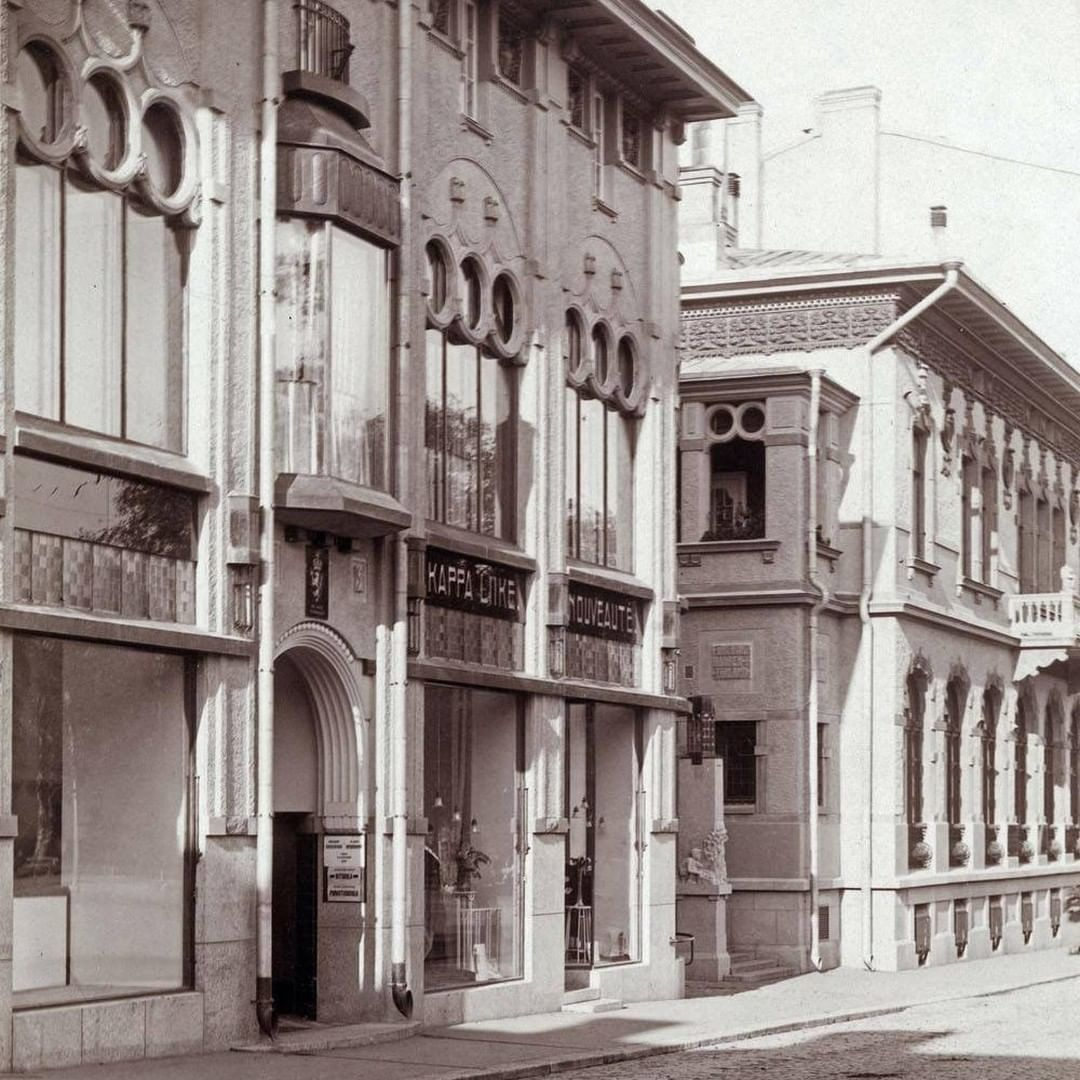
Торговый дом и главное здание Финляндского объединённого банка в 1910-х годах
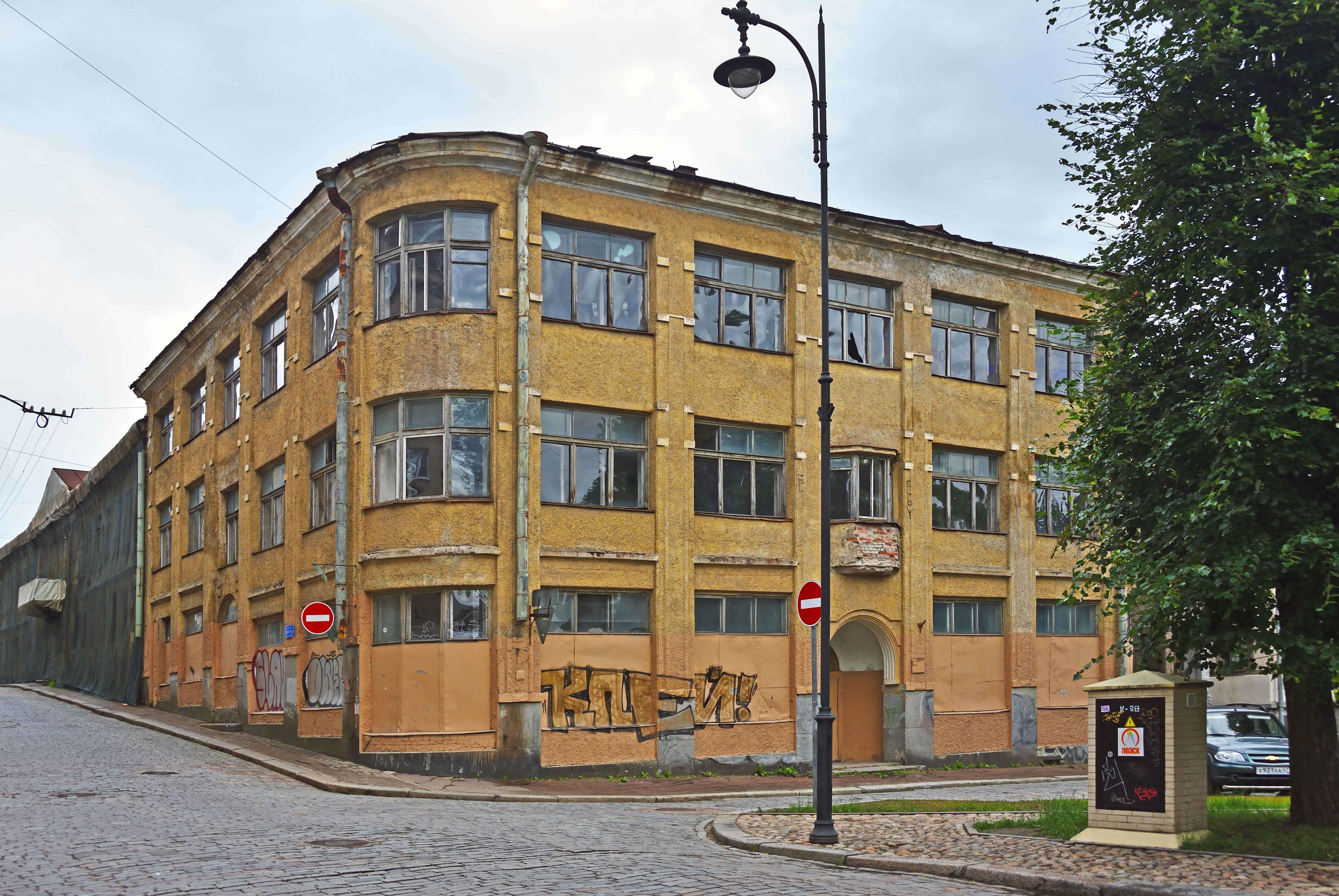
Пустующее здание швейной фабрики в 2019 году